# 伊達正三郎
伊達 正三郎（だて しょうざぶろう、1935年12月7日 - ）は、神奈川県足柄上郡松田町出身の俳優。旧芸名：舘 正三郎
新東宝映画末期の主演級スター。

## 来歴・人物
生家は酒類小売商で4男2女の2男。神奈川県立吉田島農林高等学校から法政大学法学部法律学科に進み、3年のときアルバイトで知り合った丹波哲郎に薦められ、第5期新東宝ニューフェイスに応募して合格し、1957年4月、新東宝に入社。丹波の本名・正三郎をもらい舘正三郎を芸名として映画『憲兵とバラバラ死美人』（1957年）でデビュー。のち伊達正三郎と改名。時代劇・現代劇両方に出演し、怪談映画の『怪談鏡ケ淵』（1959年）、『怪猫お玉が池』（1960年）では主演を務めるなど、新東宝の若手スターの一人となった。
しかし新東宝は1961年8月に倒産し、宇津井健など他の専属俳優が大映や松竹など他社に移籍した一方で、伊達はフリーとして主にテレビドラマへ活動の場を広げる。東映制作の刑事ドラマ『特別機動捜査隊』（1961年 - 1977年）に笠原刑事役として、1963年12月18日放送の第112話「風の中の街」（藤島班）より参加、不定期ながら1976年9月29日放送の第775話「浅草喜劇役者」（日高班・最末期）まで出演した。
第一次怪獣ブーム期の1967年にはテレビドラマ『ジャイアントロボ』で、金子光伸演じる草間大作（U-7）を見守る正義の組織ユニコーンの東（あずま）日本支部長を演じる。1976年には同じ東映制作の『宇宙鉄人キョーダイン』にて丸井大佐を演じている。
1974年には『スタジオ23』水曜日の司会を岸ユキとともに務める。司会第一回目には特別機動捜査隊・高倉班の面々である里見浩太朗、早川雄三、柴田昌宏、笠達也、日高晤郎がゲスト出演している。
1980年代以降、出演は少なくなる。それでも、80年代には『あんみつ姫』などのライトなドラマへの出演も見られたが、1990年代以降はテレビ・映画への出演はほぼ絶えている。2004年に地方広報誌のインタビュー記事に登場し、小田原在住、舞台や日本舞踊、ナレーションなどで健在とのことだった。特撮関連のイベントに登場することもある。

## 出演歴

### 映画

#### 舘正三郎名義
- 憲兵とバラバラ死美人（1957年、新東宝） - 西村衛生伍長
- 鋼鉄の巨人（1957年、新東宝）
- 怪星人の魔城（1957年、新東宝） - 助手館野
- 鋼鉄の巨人 地球滅亡寸前（1957年、新東宝） - 助手館野
- 肉体女優殺し 五人の犯罪者（1957年、新東宝） - 黒井
- スーパージャイアンツ 人工衛星と人類の破滅（1957年、新東宝） - 科学者
- スーパージャイアンツ 宇宙艇と人工衛星の激突（1958年、新東宝） - 科学者

#### 伊達正三郎名義
- 黄金奉行（1958年、新東宝） - 加賀見三郎（公儀隠密）
- 女王蜂の怒り（1958年、新東宝） - 信
- 人形佐七捕物帖 腰元刺青死美人（1958年、新東宝） - 番頭清吉
- 鍔鳴り三剣豪（1959年、新東宝） - 徳丸
- 女吸血鬼（1959年、新東宝）
- 決闘不動坂の大仇討（1959年、新東宝） - 稲葉播磨守信昌
- 南部騒動 姐妃のお百（1959年、新東宝） -  大膳太夫
- 日本ロマンス旅行（1959年、新東宝） - 篠田儀三郎
- 闘争の広場（1959年、新東宝） - 長興先生
- 怪談鏡ケ淵（1959年、新東宝） - 主演・安次郎
- 人形佐七捕物帖 鮮血の乳房（1959年、新東宝） - 髪結の清吉
- 復讐秘文字峠(前後篇)（1959年、新東宝） - 清吉
- 雷電（1959年、新東宝） - 松平伊豆守治郷
- 水戸黄門とあばれ姫（1959年、新東宝） - 佐々木助三郎（助さん）
- 人形佐七捕物帖 裸姫と謎の熊男（1959年、新東宝） - 吉松
- 大天狗出現（1960年、新東宝） - 佐々木数馬
- 生首奉行と鬼大名（1960年、新東宝） - 池田大助
- 女と命をかけてブッ飛ばせ（1960年、新東宝） - 小島嘉一
- 御存知黒田ぶし 決戦黒田城（1960年、新東宝） - 新免新九郎
- 怪猫お玉が池（英語版）（1960年、新東宝） - 主演・佐川忠彦
- 裸の谷間（1960年、新東宝） - 福泉清二郎
- 弥次喜多珍道中 中仙道の巻（1960年、新東宝） - 上田城主
- 東海道非常警戒（1960年、新東宝） - 高木俊夫
- 続性と人間（1961年、新東宝） - 須崎
- 恋愛ズバリ講座（1961年、新東宝） - 銀行員
- 恋しぐれ 秩父の夜祭り（1961年、新東宝） - 清三
- 湯の町姉妹（1961年、新東宝） - 板前健吉
- 風雲新撰組（1961年、新東宝） - 桂小五郎
- 大笑い次郎長一家 三ン下二挺拳銃（1962年、東宝） - 追分三五郎
- 殴り込み侍（1965年、松竹） - 峯助
- 妖艶毒婦伝 人斬りお勝（1969年、東映） - 島本要助

### テレビドラマ
- 風雲新選組・近藤勇（1961年、CX / 綜芸プロ）
- 月曜日の男 第9話「ブラック・リスト」（1961年、TBS / 松竹テレビ室）
- 半七捕物帳 第2話（1961年、NTV）
- 宮本武蔵（1961年、CX）
- JNR公安36号 第9話「汚れた情報」（1962年、NET / 東映テレビプロ）
- 東京秘密情報（1962年 - 1963年、NTV / 紫苑プロ / 日米映画）
- 愛より愛へ（1963年、NET / 東映テレビプロ） - 小林浩一
- 三波春夫の三五郎街道（1963年、NTV）
- 赤穂浪士（1964年、NHK） - 杉野十平次
- 特別機動捜査隊（NET / 東映テレビプロ→東映） - 笠原刑事（レギュラー）[3]
  - 第112話「風の中の街」（1963年12月18日） - 第775話「浅草喜劇役者」（1976年9月29日）
- アタック拳（1966年 - 1967年、NET / 東映） - 戸川隆吉
- 三匹の侍（CX）
  - 第4シリーズ 第7話「刺客」（1966年） - 藩主・利保
  - 第4シリーズ 第26話「斬る」（1967年） - 多平
- ジャイアントロボ（1967年 - 1968年、NET / 東映） - 東支部長
- 日本剣客伝 第1話「宮本武蔵」（1968年、NET / 東映）
- 新・日本任侠伝 第3話「清水の小政」（1969年、NET / 東映）
- 国盗り物語（1973年、NHK） - 清水宗治
- 子連れ狼 第2部 第8話「石蕗の花」（1974年、NTV / ユニオン映画） - 代官・上坂
- 必殺仕業人 第3話「あんたあの娘をどう思う」（1976年、ABC / 松竹） - 戸崎一馬
- 伝七捕物帳 第98話「幼な心に春が来る」（1976年、NTV / ユニオン映画）- 政吉
- 宇宙鉄人キョーダイン（1976年 - 1977年、MBS / 東映） - 丸井大佐
- 水戸黄門 第8部 第8話「骨身にこたえた母の愛 -吉田-」（1977年、TBS / C.A.L） - 久世重久
- 新五捕物帳 第92話「十字架の光の陰に」（1979年、NTV / ユニオン映画） - 同心　戸森
- それからの武蔵（1981年、12ch / 中村プロ） - 由井正雪
- いのち燃ゆ（1981年、NHK） - 佐々木全斉
- 文吾捕物帳 第17話「哀れな女の夢」（1982年、ANB / 三船プロ）
- 西部警察 第126話「また逢う日まで」（1982年、ANB / 石原プロ） - 北島弁護士
- 噂の刑事トミーとマツ 第2シリーズ 第19話「城ケ島の対決! トミマツVS凶悪軍団」（1982年、TBS / 大映テレビ） - 神竜組組長
- 竜馬がゆく（1982年、TX） - 土方歳三
- 柳生新陰流 第5話「激闘示現流」（1982年、TX / 中村プロ） - 東郷藤兵衛
- 土曜ワイド劇場 / 松本清張の駅路（1982年、ANB） - 三重県警捜査課長
- 意地悪ばあさん さよならスペシャル「天国と地獄の巻」（1982年、CX / 共同テレビ） - 地獄の男
- 時代劇スペシャル / 夕陽の用心棒（1983年、CX） - 柳田兵庫
- あんみつ姫（1983年 - 1984年、CX / テレパック） - たきの介
- 宮本武蔵（1984年、NHK） - 木南加賀四郎
- まさし君（1985年、CX）
- こんな学園みたことない!（1987年、YTV） - 船橋
- 意地悪ばあさんスペシャル（1987年 - 1989年、CX / 共同テレビ）
- カッ飛び!ヤンヤン姫 第12話「ヤン姫つかまる!風魔恐怖の美少女狩り」（1988年、TX） - 伊達権太夫
- 火曜スーパーワイド / 花ふぶき女スリ三姉妹III（1989年、ABC / 東通企画）
- 女無宿人 半身のお紺 第13話「果てしなき旅にて候」（1991年、TX / C.A.L） - 桑名圭助

　etc.

### バラエティー番組
- スタジオ23 (1974年 - 1975年、NET) - 水曜日司会
- オールスター家族対抗歌合戦（フジテレビ）
- 川口浩探検隊シリーズ（1978年3月15日、ANB）
- 痛快なりゆき番組 風雲!たけし城（1987年、第69回・第73回、TBS)
- 第26回新春スターかくし芸大会（1989年1月1日、フジテレビ）
- とんねるずのみなさんのおかげです（1990年10月18日、フジテレビ）※「スパイ大作戦'90」 ロバル将軍役

## レコード
- 哀愁の上野駅 / 偽りのブルース（1970年、コロムビアレコード）